# Turbonilla axeli
Turbonilla axeli is een slakkensoort uit de familie van de Pyramidellidae. De wetenschappelijke naam van de soort is voor het eerst geldig gepubliceerd in 1924 door Bartsch.